# Qing’anping (sockenhuvudort i Kina, Hunan Sheng, lat 29,28, long 110,16)
Qing'anping (kinesiska: 青安坪, Qing’anping, Qing’anping Xiang, 青安坪乡) är en sockenhuvudort i Kina. Den ligger i provinsen Hunan, i den södra delen av landet, omkring 300 kilometer nordväst om provinshuvudstaden Changsha. Antalet invånare är 4 315. Befolkningen består av 2 066 kvinnor och 2 249 män. Barn under 15 år utgör 23,0 %, vuxna 15-64 år 59 %, och äldre över 65 år 17,0 %.
Runt Qing'anping är det ganska tätbefolkat, med 199 invånare per kvadratkilometer. Närmaste större samhälle är Lifuta, 10,5 km nordväst om Qing'anping. I omgivningarna runt Qing'anping växer i huvudsak blandskog.
Genomsnittlig årsnederbörd är 1 738 millimeter. Den regnigaste månaden är september, med i genomsnitt 307 mm nederbörd, och den torraste är december, med 21 mm nederbörd.